# Nyhedstrekanten
 Der er for få eller ingen kildehenvisninger i denne artikel, hvilket er et problem. Du kan hjælpe ved at angive troværdige kilder til de påstande, som fremføres i artiklen.

Nyhedstrekanten er et udtryk for, at journalister sædvanligvis skriver en nyhedsartikel med dalende informationstæthed fra indledning til afslutning. Populært sagt handler det om at skrive det vigtigste først. Fænomenet illustreres med en trekant stående på spidsen, f.eks. som færdselstavlen for ubetinget vigepligt.
Mange nye medarbejdere på aviserne er i årenes løb blevet offer for en kollegial spøg, når de er blevet sendt ud til typograferne eller redaktionssekretariatet for at hente "nyhedstrekanten". Men præcis som man ikke kan måle en journalistisk histories vinkel med en vinkelmåler, så er nyhedstrekanten altså ikke noget fysisk begreb.

## Oprindelse
Der er flere myter forbundet med nyhedstrekantens oprindelse. Den ene er Pheidippides, der løb fra Marathon til Athen efter sejren over perserne i år 490 f.Kr. Ved ankomsten nåede han ifølge myten kun lige at sige: "Vi har vundet el. Vi er vinderne", inden han faldt død om.
En mere udbredt myte er påstanden om, at den specielle skrivestil blev udviklet under den amerikanske borgerkrig, hvor hyppig sabotage mod telegraflinjerne nødvendiggjorde, at nyhedstelegrammernes tekst blev prioriteret, så den vigtigste information blev afsendt først.
En mindst lige så sandsynlig oprindelse er dog langt mere jordnær: Før udviklingen af moderne it-systemer blev aviserne først trykt vha. spejlvendte bogstaver på blyklodser, og indtil for få år siden blev mange aviser layoutet vha. artikler opsat på skrøbelige voksplader, som typografer i samråd med redaktionssekretariatet lagde på et lysbord og helt bogstaveligt skar til, så de passede ind i sidens layout. Imidlertid kan det være svært at planlægge layoutet så præcist, at journalisten kan aflevere lige præcis det antal linjer, som der er plads til efter ombrydning af teksten. Derfor var det en stor hjælp i den tidskrævende, manuelle redigeringsproces, hvis journalisten havde skrevet artiklen, så typografen – uden at skabe meningsforstyrrelser – kunne forkorte artiklen ved at fjerne en eller flere sætninger fra slutningen af artiklen. Det kalder man i dag stadig for at skære artiklen bagfra. Det er formentlig også oprindelsen til udtrykket "Sådan skal den [historie] skæres!"

## Anvendelse
Der findes ikke nogen veldefineret dansk fortællemodel for en artikel, der anvender nyhedstrekantens principper.
En gammel huskeregel siger dog, at nyhedsartiklen så tidligt som muligt skal besvare de hv-spørgsmål (hvem, hvad, hvor osv.), som læseren naturligt måtte have.
Siden 1980'erne er danske journalister blevet undervist i brug af berettermodellen, men siden begyndelsen af 1990'erne har den amerikanskudviklede hey, you, see?, so-fortællemodel været fremtrædende i nyhedsproduktion.
Idéen bag den amerikanske model er, at en velfortalt nyhedshistorie følger fire trinvise forløb:
- Hey – beskriver artiklens indledning, hvor læserens interesse vækkes
- You – skaber identifikation hos læseren
- See? – forklarer problemstillingen
- So – konsekvens af historien

## Eksempel
Det følgende er et fiktivt eksempel på en kort artikel, hvor nyhedstrekanten er anvendt:
En 54-årig mand blev søndag eftermiddag dræbt ved en trafikulykke på motorvej E45.
Ulykken skete ved motorvejstilkørsel 47, Århus N, hvor den dræbte påkørte en bil, som holdt ulovligt standset i nødsporet.

Den vagthavende ved Østjyllands Politi oplyser, at ingen andre kom til skade, fordi den påkørte bils chauffør var steget ud for at lade vandet.

Både politiet og Falck rapporterer om et stigende antal farlige situationer på motorvejene, efter at Vejdirektoratet har lukket mange offentlige toiletter på rastepladserne.

Det har ikke været muligt at træffe trafikministeren for en kommentar.
Bemærk i øvrigt, hvordan ovenstående eksempel kan "skæres bagfra" sætning for sætning uden at tabe nyhedsværdi.

## Alternative skrivemodeller
Selvom størstedelen af nyhedshistorier skrives ud fra nyhedstrekanten, så findes der også andre skrivemodeller, heriblandt kommoden og feature-hjulet. Kommoden er en skrivemodel, hvor der i hver af kommodens skuffer findes en belønning til læseren f.eks. i form af spændende oplysninger eller citater. Indgange og udgange af historien bruges til at give oplevelser og perspektiver på stoffet. Denne skrivemodel egner sig især godt til baggrundshistorier, interview og kommentarer. Feature-hjulet er en skrivemodel, som stræber efter at underholde og informere læseren på samme tid. Feature-hjulet består af 4 dele,  som er scene, problem, handling og perspektiv. Først åbnes der med en konkrekt scene, gerne beskrevet som i en novelle. Problem gør rede for netop det problem som indgangsscenen opstillede. Handling er den del af hjulet hvor selve nyheden indgår, og skribenten beskriver her hvad der aktuelt er sket på området. Perspektiv viser hvad historien betyder både for læseren og andre. Som med den indledende scene, så må perspektiv ligeledes gerne fremstilles som en scene, eventuelt som en fortsættelse af indledning.